# Spektras Kriminaless
Spektras Kriminaless är den tredje bokserien av Jan Brobergs urval av kvalitetsdeckare, och den sista för bokförlaget Spektra. Den började ges ut 1979 och sträckte sig över 16 böcker, till 1982.

## Böcker i serien
1. Horoskop av Tucker Coe
2. Bakom fasaden av Stanley Ellin
3. Ont uppsåt av Francis Iles
4. Ballad av Thomas B. Dewey
5. Dubbelexponering av Francis Clifford
6. I tomma intet av John Sladek
7. Seans av Hake Talbot
8. Varg i veum av Manning Coles
9. Håll masken! av Peter van Greenaway
10. Som man bäddar av Bruce Hamilton
11. Sten på bördan av Dorothy B. Hughes
12. På eget grepp av Richard Hull (alias Richard Henry Sampson)
13. Ugglor i mossen av Philip MacDonald
14. Mörksens gärningar av Francis Beeding
15. Allt går igen! av John Crowe
16. Till det bittra slutet av William Irish (alias Cornell Woolrich)